# تقلید زندگی (فیلم ۱۹۵۹)
تقلید زندگی (انگلیسی: Imitation of Life) فیلمی در ژانر رمانتیک و درام به کارگردانی داگلاس سیرک است که در سال ۱۹۵۹ منتشر شد.
در سال ۲۰۱۵ بی‌بی‌سی طی نظرسنجی از ۶۲ منتقد فیلم، فهرستی از صد فیلم برتر سینمای آمریکا را تدوین و منتشر کرد که این فیلم در رده ۳۷ قرار داشت.

## بازیگران
- لانا ترنر
- جوانیتا مور
- جان گوین
- ساندرا دی
- سوزان کنر
- دن اوهرلیهی
- رابرت آلدا
- تروا دوناهو
- ان رابینسون
- جک وستون